# Vuohensaari, Salo
Vuohensaari är en ö i Finland. Den ligger mitt i viken Viurilanlahti och i kommunen Salo i landskapet Egentliga Finland, i den sydvästra delen av landet. Ön ligger omkring 44 kilometer öster om Åbo och omkring 110 kilometer väster om Helsingfors.
Öns area är 17,9 hektar och dess största längd är 0,9 kilometer i sydväst-nordöstlig riktning. Ön höjer sig omkring 55 meter över havsytan.
Runt Vuohensaari är det i huvudsak tätbebyggt.